# Långstjärtad sångare
Långstjärtad sångare (Urolais epichlorus) är en fågel i familjen cistikolor inom ordningen tättingar.

## Utseende och läte
Långstjärtad sångare är en karakteristisk apalisliknande tätting med som namnet avslöjar en mycket lång stjärt som kan vara längre än resten av kroppen, även om längden varierar mellan ålder och kön. Fjäderdräkten är enfärgat grön ovan och smutsvit under. Sången består av en stigande serie som återges "ree-Ree-Ree-REE!", ibland med ett "tik-tik-tik-tik" i duett.

## Utbredning och systematik
Långstjärtad sångare placeras som enda art i släktet Urolais. Den delas in i två distinkta underarter med följande utbredning:
- Urolais epichlorus epichlorus – förekommer i bergsskogarna i Nigeria (Obuduplatån) och södra Kamerun
- Urolais epichlorus mariae – förekommer på Bioko (Guineabukten)

Vissa urskiljer även underarten cinderella med utbredning i norra Sydvästregionen i Kamerun.

### Familjetillhörighet
Cistikolorna behandlades tidigare som en del av den stora familjen sångare (Sylviidae). Genetiska studier har dock visat att sångarna inte är varandras närmaste släktingar. Istället är de en del av en klad som även omfattar timalior, lärkor, bulbyler, stjärtmesar och svalor. Idag delas därför Sylviidae upp i ett antal familjer, däribland Cisticolidae. 

## Levnadssätt
Arten hittas i buskmarker och skogsbryn i bergstrakter, där den vanligen påträffas i små familjegrupper.

## Status och hot
Arten har ett stort utbredningsområde och en stor population, men tros minska i antal till följd av avskogning på ön Bioko. Den minskar dock inte tillräckligt kraftigt för att den ska betraktas som hotad. Internationella naturvårdsunionen IUCN kategoriserar därför arten som livskraftig (LC).